# A-2003
La A-2003 es una carretera que conecta Jerez de la Frontera con San José del Valle.

## Trazado

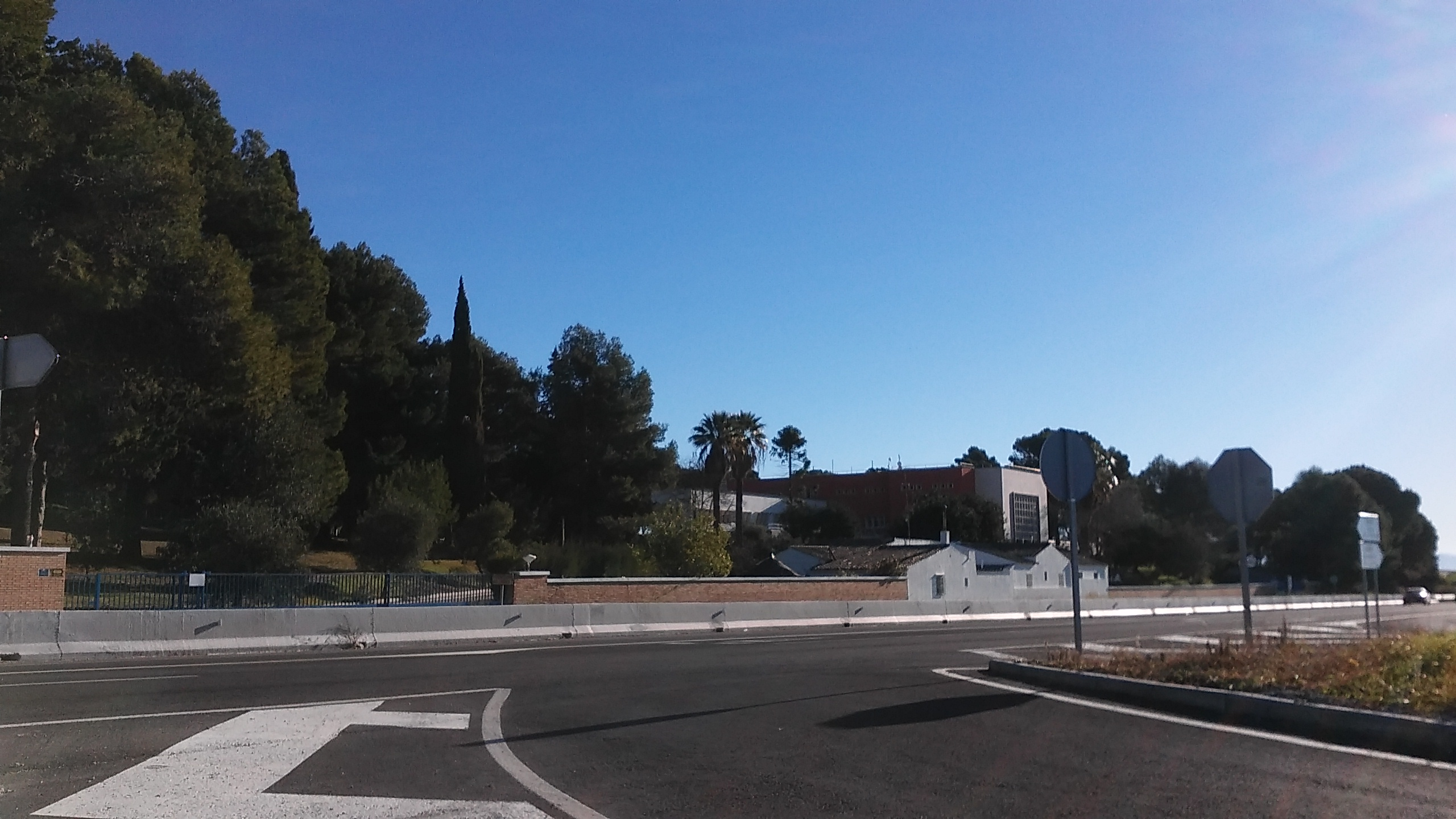
Carretera a su paso por Cuartillos

En su trazado pasa por diferentes pedanías de la zona de colonización del Guadalete:
- Estella del Marqués
- Cuartillos
- La Barca de la Florida
- Puente de la Guareña

## Uso
En algunos tramos se superan los 4.000 vehículos al día.

## Obras
Durante años fue la segunda carrera más peligrosa de la provincia de Cádiz.